# Balvano
Balvano (Valvànə in dialetto locale) è un comune italiano di 1 658 abitanti della provincia di Potenza in Basilicata.

## Geografia fisica
Sorge a 425 m s.l.m. nella parte nord-occidentale della provincia al confine con la parte nord-orientale della provincia di Salerno.
Confina con i comuni di: Ricigliano (SA) (9 km), Vietri di Potenza (11 km), Romagnano al Monte (SA) (12 km), Baragiano (15 km), Picerno (18 km), Bella (20 km) e Muro Lucano (25 km).

## Storia
Le origini di Balvano risalgono al I secolo d.C., con i primi insediamenti della zona, e la sua struttura risale all'epoca longobarda. Fu eletto a contea sotto i Normanni e nel XII secolo entrò a far parte del Principato di Salerno sotto il possesso della famiglia dei Balbia. A Balvano si successero diversi signori nel corso dei secoli: in epoca angioina fu possesso di Matteo de Chevreuse, poi degli Alemagna, conti di Buccino, dei Caracciolo di Sicignano e di Domenico Giovine.
Il 23 novembre 1861 le bande di Carmine Crocco e José Borjes, sconfitte a Muro Lucano, raggiunsero Balvano. Ben accolte e foraggiate dalla popolazione probabilmente impossibilitata a difendersi, si trattennero nel paese tutta la notte. Gli accordi raggiunti tra Crocco, le autorità di Balvano, e altri capi consentirono di mantenere l'ordine e di salvare probabilmente il paese dal saccheggio. L'anno seguente, il paese fu colpito da una epidemia di colera.
I maggiorenti di Balvano accusarono una giovane guaritrice, tal Gesualda Postiglione, di essere la responsabile della pestilenza. La donna li implorò di non fare del male ai suoi due figli minorenni - un bimbo e una bimba generati dal matrimonio con un soldato dell'esercito borbonico perito in guerra - ma per tutta risposta fu picchiata e violentata. Due giovani contadini, che avevano ricevuto il barbaro ordine di impiccare i due piccoli, li fecero fuggire via dal paese su un cavallo. La Postiglione quindi maledisse chi l'aveva oltraggiata e anche le future generazioni di balvanesi, escludendo i due ragazzi che avevano fatto fuggire i suoi figli.
Un certo Rizzello iniziò dunque a colpirla con un bastone, e altri si aggiunsero con randelli e zappe, continuando per diversi minuti fino alla morte della malcapitata. Meno di una settimana dopo, un nutrito gruppo di briganti capeggiato da Sparviero e Caporal Teodoro prese il paese d'assalto. Secondo fonti del tempo, furono prese di mira le proprietà di coloro che avevano partecipato all'uccisione della Postiglione. Ci furono una quindicina di morti e feriti - in particolare a Rizzello venne strappato il cuore - e furono razziati alcuni capi di bestiame.
Nella notte tra il 2 e il 3 marzo 1944, in una galleria poco distante dalla stazione di Balvano si consumò una delle più gravi sciagure ferroviarie della storia: l'incidente del convoglio 8017 del treno Battipaglia-Potenza; nel 1980 è stato uno dei paesi più colpiti dal terremoto dell'Irpinia: il solo crollo della chiesa locale provocò ben 77 morti e la sua quasi totale distruzione. Subito dopo la scossa il paese ricevette la visita di papa Giovanni Paolo II.

## Monumenti e luoghi d'interesse
- Palazzo Laspro
- Palazzo Tirico (sede del municipio)
- Convento di Sant'Antonio da Padova
- Palazzo Lenzi
- Palazzo Cecere
- Palazzo Pacelli
- Chiesa della Madonna delle Grazie
- Chiesa di Santa Maria di Costantinopoli
- Casino Laspro
- Casino Negrone (pre-sisma)
- Castello dei conti di Girasole

## Società

### Evoluzione demografica
Abitanti censiti

## Cultura
Balvano è inserito nel percorso del Cammino delle fiabe e delle stelle che attraversa anche i Comuni di Rapone, Castelgrande e Bella.
Durante il mese di agosto, principalmente la prima settimana del mese, si svolge la Sagra ri' Cavatiedd' (Sagra dei Cavatelli) una sagra dedicata al prodotto tipico del luogo ovvero il cavatello.

## Economia
La zona, negli anni successivi al terremoto del 1980, ha visto la nascita di una zona industriale, in cui operano molte aziende locali e foranee, come la Birra Lucana srl, produttrice della Birra Morena, e uno stabilimento della Ferrero, dove sono prodotti i Nutella Biscuits e i Kinderini.

## Infrastrutture e trasporti

### Strade
- Strada Provinciale 51 di Balvano
- Strada Statale 94 del Varco di Pietrastretta
- Raccordo autostradale 5 - uscita Balvano-Vietri

### Ferrovie
- Stazione di Balvano-Ricigliano, sulla ferrovia Battipaglia-Potenza-Metaponto